# Hermeville
Hermeville és un municipi francès situat al departament del Sena Marítim i a la regió de Normandia. L'any 2007 tenia 359 habitants.

## Demografia

### Població
El 2007 la població de fet de Hermeville era de 359 persones. Hi havia 132 famílies de les quals 24 eren unipersonals (12 homes vivint sols i 12 dones vivint soles), 46 parelles sense fills, 54 parelles amb fills i 8 famílies monoparentals amb fills.
La població ha evolucionat segons el següent gràfic:
Habitants censats

### Habitatges
El 2007 hi havia 150 habitatges, 136 eren l'habitatge principal de la família, 13 eren segones residències i 1 estava desocupat. 140 eren cases i 2 eren apartaments. Dels 136 habitatges principals, 124 estaven ocupats pels seus propietaris, 9 estaven llogats i ocupats pels llogaters i 4 estaven cedits a títol gratuït; 3 tenien dues cambres, 10 en tenien tres, 38 en tenien quatre i 85 en tenien cinc o més. 118 habitatges disposaven pel capbaix d'una plaça de pàrquing. A 52 habitatges hi havia un automòbil i a 80 n'hi havia dos o més.

### Piràmide de població
La piràmide de població per edats i sexe el 2009 era:
| Homes | Edats   | Dones |
| ----- | ------- | ----- |
| 0     | 95 o +  | 0     |
| 0     | 90 a 94 | 0     |
| 0     | 85 a 89 | 0     |
| 0     | 80 a 84 | 4     |
| 0     | 75 a 79 | 0     |
| 4     | 70 a 74 | 8     |
| 4     | 65 a 69 | 4     |
| 20    | 60 a 64 | 12    |
| 8     | 55 a 59 | 20    |
| 24    | 50 a 54 | 28    |
| 12    | 45 a 49 | 16    |
| 12    | 40 a 44 | 12    |
| 8     | 35 a 39 | 4     |
| 12    | 30 a 34 | 8     |
| 12    | 25 a 29 | 8     |
| 16    | 20 a 24 | 16    |
| 20    | 15 a 19 | 8     |
| 4     | 10 a 14 | 4     |
| 12    | 5 a 9   | 4     |
| 4     | 0 a 4   | 20    |

## Economia
El 2007 la població en edat de treballar era de 238 persones, 164 eren actives i 74 eren inactives. De les 164 persones actives 154 estaven ocupades (83 homes i 71 dones) i 10 estaven aturades (5 homes i 5 dones). De les 74 persones inactives 35 estaven jubilades, 23 estaven estudiant i 16 estaven classificades com a «altres inactius».

### Ingressos
El 2009 a Hermeville hi havia 138 unitats fiscals que integraven 376 persones, la mediana anual d'ingressos fiscals per persona era de 24.292 €.

### Activitats econòmiques
Dels 7 establiments que hi havia el 2007, 1 era d'una empresa de construcció, 1 d'una empresa de transport, 1 d'una empresa d'informació i comunicació, 1 d'una empresa immobiliària i 3 d'empreses de serveis.
L'únic servei als particulars que hi havia el 2009 era un electricista.
L'any 2000 a Hermeville hi havia 9 explotacions agrícoles.

## Equipaments sanitaris i escolars
El 2009 hi havia una escola elemental integrada dins d'un grup escolar amb les comunes properes formant una escola dispersa.

## Poblacions més properes
El següent diagrama mostra les poblacions més properes.